# Volta às Astúrias de 2016
A 59.ª edição da Volta às Astúrias (oficialmente: Vuelta Asturias Julio Álvarez Mendo) celebrou-se na Espanha entre 30 de abril e 2 de maio de 2016, com um percurso de 462 quilómetros divididos em 3 etapas, com início em Oviedo e final na rua de Uría (Oviedo).
A prova fez parte do UCI Europe Tour de 2016 dentro da categoria 2.1
O ganhador final foi Hugh Carthy da equipa Caja Rural-Seguros RGA depois de fazer-se com a primeira etapa conseguindo uma vantagem suficiente como para alçar com a vitória. Acompanharam-lhe no pódio Sergio Pardilla (Caja Rural-Seguros RGA) e Dani Moreno (Movistar Team).

## Equipas participantes
Participaram 15 equipas. A única equipa espanhola de categoria UCI ProTeam (Movistar Team); o único de categoria Profissional Continental (Caja Rural-Seguros RGA); e os 2 de categoria Continental (Burgos-BH e Euskadi Basque Country-Murias), além de um combinado espanhol. Quanto a representação estrangeira, estiveram 10 equipas: os Continentais do Rádio Popular-Boavista, Louletano-Hospital Loulé-Jorbi, W52-FC Porto-Porto Canal, Inteja-MMR Dominican Cycling Team, Manzana Postobón Team, Boyacá Raza de Campeones, D'Amico-Bottecchia, Massi-Kuwait Cycling Project, Dare Gobik Partizan e Lokosphinx, mais a selecção nacional espanhola. Formando assim um pelotão de 112 ciclistas dos que acabaram 93.

## Etapas
A Volta às Astúrias dispôs de três etapas para um percurso total de 462 quilómetros.
| Etapa | Data    | Percurso                    | type            | Distância (km) | Vencedor                | Líder geral |
| ----- | ------- | --------------------------- | --------------- | -------------- | ----------------------- | ----------- |
| 1     | 30 abr. | Oviedo – Alto del Acebo     | alta montanha   | 152,5          | Hugh Carthy             | Hugh Carthy |
| 2     | 1 mai.  | Cangas del Narcea – La Pola | etapa escarpada | 186,7          | Carlos Alberto Betancur | Hugh Carthy |
| 3     | 2 mai.  | Güeñu – Oviedo              | etapa escarpada | 121,5          | Daniel Moreno           | Hugh Carthy |

## Classificações finais
- As classificações finalizaram da seguinte forma:[5]

### Classificação geral
| Posição | Ciclista         | Equipa                        | Tempo        |
| ------- | ---------------- | ----------------------------- | ------------ |
|         | Hugh Carthy      | Caja Rural-Seguros RGA        | 11h 50' 53"  |
| 2       | Sergio Pardilla  | Caja Rural-Seguros RGA        | a 22 s       |
| 3       | Dani Moreno      | Movistar                      | a 53 s       |
| 4       | Garikoitz Bravo  | Euskadi Basque Country-Murias | a 55 s       |
| 5       | Mikel Bizkarra   | Euskadi Basque Country-Murias | a 1 min 09 s |
| 6       | Heiner Parra     | Boyacá Raza De Campeones      | a 1 min 42 s |
| 7       | Ángel Madrazo    | Caja Rural-Seguros RGA        | a 2 min 04 s |
| 8       | Antonio Carvalho | W52-FC Porto-Porto Canal      | a 2 min 16 s |
| 9       | David Rodrigues  | Rádio Popular-Boavista        | m.t.         |
| 10      | Fabricio Ferrari | Caja Rural-Seguros RGA        | a 2 min 17 s |

### Classificação da montanha
| Posição | Ciclista              | Equipa                   | Pontos |
| ------- | --------------------- | ------------------------ | ------ |
|         | Raúl Alarcón          | W52-FC Porto-Porto Canal | 25     |
| 2       | Hugh Carthy           | Caja Rural-Seguros RGA   | 17     |
| 3       | Sergio Andres Higuita | Manzana Postobón         | 15     |
| 4       | Sergio Pardilla       | Caja Rural-Seguros RGA   | 12     |
| 5       | Dani Moreno           | Movistar                 | 7      |

### Classificação dos pontos
| Posição | Ciclista         | Equipa                   | Pontos |
| ------- | ---------------- | ------------------------ | ------ |
|         | Dani Moreno      | Movistar                 | 64     |
| 2       | Sergio Pardilla  | Caja Rural-Seguros RGA   | 48     |
| 3       | Antonio Carvalho | W52-FC Porto-Porto Canal | 34     |
| 4       | Hugh Carthy      | Caja Rural-Seguros RGA   | 32     |
| 5       | David Rodrigues  | Rádio Popular-Boavista   | 31     |

### Classificação das metas volantes
| Posição | Ciclista       | Equipa                         | Pontos |
| ------- | -------------- | ------------------------------ | ------ |
|         | Diego Milán    | Inteja-MMR Dominican           | 7      |
| 2       | Arnau Solé     | Burgos-BH                      | 6      |
| 3       | Marc Soler     | Movistar                       | 3      |
| 4       | Micael Isidoro | Louletano-Hospital Loulé-Jorbi | 3      |
| 5       | Aitor González | Euskadi Basque Country-Murias  | 2      |

### Classificação por equipas
| Posição | Equipa                        | Tempo            |
| ------- | ----------------------------- | ---------------- |
|         | Caja Rural                    | 35 h 35 min 15 s |
| 2       | Euskadi Basque Country-Murias | a 3 min 25 s     |
| 3       | Movistar                      | a 4 min 42 s     |
| 4       | Rádio Popular-Boavista        | a 7 min 57 s     |
| 5       | Burgos-BH                     | a 9 min 42 s     |